# Danny Messer
Daniel 'Danny' Messer is een personage uit de televisieserie CSI: NY. Hij wordt gespeeld door Carmine Giovinazzo.

## Achtergrond
Danny groeide op in the Bronx, in een "Italiaanse maffia"-familie onder toezicht (aflevering Tanglewood). Als gevolg daarvan vormde hij zijn eigen mix van ethiek, tussen de wereld van wetshandhavers en wetsovertreders in. Hoewel er maar weinig bekend is over de Messer-familie gaf Danny toe dat hij een slechte relatie had met zijn oudere broer Louie sinds een fatale avond in 1991. Die avond nam Louie samen met drie anderen Danny mee naar New Jersey. Toen de vier een drugsdealer in elkaar sloegen protesteerde Danny. Louie vond hem echter een slappeling en stuurde hem weg (aflevering 220, Run Silent, Run Deep). Ondanks hun slechte verhouding, leende Danny nog wel af en toe geld aan Louie (aflevering 211, Trapped).
Danny volgde een opleiding aan een hogere school en speelde in een klein baseballteam, totdat hij bij een vechtpartij zijn pols brak. Hierna ging hij naar de politieschool en studeerde af als een van de beste van zijn klas (aflevering 122, The Closer). CSI teamleider Mac Taylor selecteerde Danny persoonlijk voor zijn team. Voor Danny een eer en verantwoordelijkheid die hij nog dagelijks waar probeert te maken. Danny heeft de neiging bij het oplossen van een zaak meer op zijn gevoel te vertrouwen dan op het bewijs. Daarmee is hij de tegenpool van Mac (aflevering 105, A Man a Mile). Danny is een erg wantrouwend persoon, maar hij kan wel goed opschieten met de rest van het CSI-team. Detective Don Flack is een van de weinige mensen die hij echt vertrouwt.
Bijna een jaar na een zaak, rondom de Tanglewood Boys Gang (aflevering 113, Tanglewood), raakte Danny betrokken bij een 15 jaar oude moordzaak, waarin hij verdachte was. Louie werd door een straatbende in elkaar geslagen toen hij Danny’s onschuld wilde bewijzen en belandde in een coma. Met Macs hulp kon Danny zijn naam zuiveren (aflevering 220, Run Silent, Run Deep).
Danny is vooral gevoelig bij zaken waarin de verdachte handelde naar aanleiding van het verlies van een dierbare. In aflevering 304, Hung Out To Dry, vertelde Danny de moordverdachte Shane Casey dat hij begreep dat hij zijn Ian's naam (zijn broer) wilde zuiveren, maar dat hij niet akkoord ging met zijn methodes. Deze opmerking kwam Danny bijna duur te staan toen Shane hem later onder bedreiging met een vuurwapen dwong een reeds verlaten plaats delict te onderzoeken en zo bewijs te verzamelen dat Ian's onschuld kon bewijzen.
In de aflevering On The Job (aflevering 121), verslechterde Danny's relatie met Mac toen hij in een kritieke situatie zijn wapen blindelings afvuurde, wat de dood van een agent tot gevolg leek te hebben. Later bleek dat iemand anders het fatale schot had gelost, maar het duurde nog tot het einde van seizoen 2 voordat Mac en Danny elkaar weer begonnen te vertrouwen.
Toen in de aflevering Heroes (223) uit het tweede seizoen Aiden op brute wijze werd vermoord, had Danny het hier zwaar mee. Mac weigerde dan ook Danny de verdachte in de zaak te laten ondervragen, uit angst dat Danny uit woede en verdriet gewelddadig zou worden.
Danny was in het begin niet bepaald vriendelijk tegenover Lindsay Monroe, een detective uit Bozeman, Montana, die Aiden's positie kwam innemen. Al op haar eerste werkdag maakte hij haar wijs dat ze Mac moest aanspreken met “Sir”, een titel waar Mac een gloeiende hekel aan had (aflevering 203, Zoo York). Nadien is Danny’s relatie met Lindsay verbeterd. In aflevering 302, Not What It Looks Like, werden Danny's ware gevoelens over Lindsay duidelijk, toen hij protesteerde tegen haar plan om undercover te gaan. In aflevering 324 Snow Day bleek dat Danny en Lindsay een relatie hebben.
In episode 517, Green Piece, sprak Danny zijn bezorgdheid uit toen Lindsay aanbood om te helpen op een plaats delict en ze spraken over haar aanstaande reis naar Montana om haar familie te zien. Later had Danny gesprekken met Mac over Lindsay. Aan het einde van de aflevering, herhaalde hij zijn gevoelens voor haar en vraagt opnieuw Lindsay met hem te trouwen. Deze keer zei Lindsay ja. Mac en Stella waren de getuige van Danny en Lindsay's bruiloft. De geloften worden gelezen als een montage van de geschiedenis van het paar, vanaf hun eerste ontmoeting in seizoen 2 van Zoo York naar "Forbidden Fruit", wordt weergegeven. 
In Point of No Return (aflevering 518) is Danny gedwongen om een verdachte van een delict uit zelfverdediging te doden. Nadat hij terugkeert naar het lab, begint hij te begrijpen wat een effect het zou hebben op zijn nieuwe leven. Als hij in de spiegel kijkt, beseft hij dat hij dichter bij de dood kwam, die zou Lindsay weduwe maken en de baby zonder vader achterlaten. Danny besteedt een groot deel van de tijd gedurende de aflevering naar het uitzoeken van mogelijke namen voor de baby, voor een jongen. Stella poneert dat de baby een meisje zou kunnen worden, Danny is sceptisch en wijst erop dat zijn moeder alleen jongens had en dat Lindsay drie broers heeft. Een tekst van Lindsay kort erna bewijst Stella's gelijk; de baby is een meisje.
In Greater Good (aflevering 523), bevalt Lindsay van een meisje. Hoewel ze aanvankelijk niet eens geraakte over de naam van de baby (Danny wil de naam van de baby "Lucy", maar Lindsay geeft de voorkeur aan "Lydia"), zijn ze het er wel over eens dat ze Mac graag als peetvader hebben. Mac stemt hiermee in. In de volgende aflevering, onthult het stel dat naam Lucy is. Danny en Lindsay brengen haar naar het lab, waar hun collega's om haar heen staan. Danny wordt beschermend over Lucy als hij ziet dat een van de mannelijke medewerkers er is en Lindsay zegt dat Lucy "hem aanbidt".
In de aflevering na Pay Up, Epilogue, is Danny gewond geraakt door een geweerschot in een bar, terwijl hij bescherming biedt aan Lindsay.  Hij komt in een rolstoel terecht omdat hij vanaf de taille naar beneden verlamd is geraakt. Tegen het einde van de aflevering beweegt hij zijn voet een beetje, waaruit blijkt dat hij slechts tijdelijk verlamd is. Binnen een paar afleveringen kan hij inderdaad weer lopen, zij het met de hulp van een wandelstok. Het eerste wat hij doet op het scherm zonder hij in de rolstoel zit, is zijn dochtertje Lucy in zijn armen houden.

## Familie
- Vrouw: Lindsay Monroe (Lindsay Messer)
- Dochter: Lucy Messer
- Zoon/Dochter: Nog niet bij naam genoemd
- Broer: Louie Messer
- Moeder: Niet nader genoemd
- Vader: Niet nader genoemd
- Oom: Niet nader genoemd hij maakt zonnescherm in Queens

## Trivia
- Danny refereert aan zijn ouders als "Mommy" en "Daddy". (aflevering 220, Run Silent, Run Deep)
- Als hij opgewonden is mompelt hij vaak "boom".
- Danny is claustrofobisch, maar weigert dit toe te geven (aflevering 105, A Man a Mile), (aflevering 211, Trapped)
- Danny haat de geur van vis (aflevering 205, Dancing with the Fishes).
- Danny houdt van honden (aflevering 302, Not What it Looks Like, seizoen 3 aflevering 13, Obsession), en bezit blijkbaar ook een hond (Not What It Looks Like).
- Danny is vermoedelijk ergens in de 30. Lindsay maakte een opmerking over zijn 30e verjaardag in aflevering 208, Bad Beat.
- Danny refereert vaak naar films.
- Volgens Danny is "[zijn] favoriete wijn bier" (aflevering 319, A Daze of Wine and Roaches).